# Herrens Veje
Herrens Veje er en dansk tv-serie i 10 afsnit produceret i 2017 og yderligere 10 i 2018 af Danmarks Radio. Seriens hovedforfatter er Adam Price.

## Priser
Den fik prisen som årets tv-serie ved Robert-prisen 2018. Ved samme lejlighed vandt Lars Mikkelsen prisen i kategorien Årets mandlige hovedrolle - tv-serie og Ann Eleonora Jørgensen i kategorien Årets kvindelige hovedrolle - tv-serie.
Lars Mikkelsen fik en Emmy for bedste mandlige hovedrolle ved prisuddelingen 19. november 2018.
Serien vandt ved The International Drama Awards i London en pris i kategorien "Bedste ikke-engelsksprogede dramaserie".

## Medvirkende
- Johannes Krogh, provst: Lars Mikkelsen
- Elisabeth Krogh, Johannes' kone: Ann Eleonora Jørgensen
- Kristian Krogh, Johannes' søn: Simon Sears
- August Krogh, Johannes' søn: Morten Hee Andersen
- Emilie, Augusts kone: Fanny Louise Bernth
- Liv, violinist: Yngvild Støen Grotmol
- Svend, kirketjener: Joen Højerslev
- Monica Ravn, ny biskop: Laura Bro
- Ursula, graver: Patricia Schumann
- Simon Andreasen, provstisekretær: Mathias Flint
- Lotte, præst: Maj-Britt Mathiesen
- Naja, organist: Johanne Dal-Lewkovitch
- Nete, menighedsrådsformand: Solbjørg Højfeldt
- Mark, Kristians ven: Joachim Fjelstrup
- Amira, Marks kæreste: Camilla Lau
- Daniel, psykiater: Lars Ranthe
- Walid, Amiras eksmand: Hadi Ka-koush